# Кашкавал
Кашкавал (рос. качкавал) або ґля́ґанка — сир, що виготовляється з молока домашньої худоби:  овець, кіз, рідше корів. Зазвичай має світло-жовтий або білий колір.
Цей сир має достатньо оригінальну грушоподібну форму з маленькою кулькою на вершині сирної головки. Зверху він покритий тонкою скоринкою, колір якої варіюється від білого до світло-коричневого. М'якіть сиру еластична, від солом'яного до ніжно-жовтого кольору, з невеликою кількістю очок. Кашкавал володіє свіжим молочним смаком і приємним ароматом. Його використовують для приготування піци, хачапурі і різних соусів, завдяки тому, що він легко плавиться.
Спочатку сир виробляли в Італії на острові Сицилія і на Балканському півострові. На сьогоднішній день виробництво зайняло великі масштаби, тепер цей сир випускають у багатьох країнах Середземномор'я. На одному з місцевих діалектів «caciocavallo» означає «сир на коні». Можливо, він був так названий через те, що спочатку його готували з молока кобил, але ці факти не підтверджені.
Ґляґанка або ґляґаний сир — традиційний овечий (рідше коров'ячий) сичужний сир Полтавщини.